# Sonpur (estat tributari)
|  | Aquest article tracta sobre sobre el principat d'Orissa. Si cerqueu el zamindari de Madhya Pradesh, vegeu «Sonpur (zamindari)». |

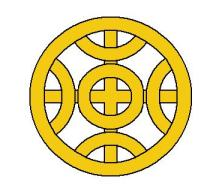
Escut

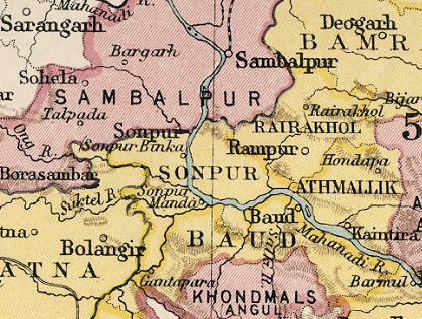
Sonpur a un mapa de l'Imperial Gazetteer of India.

Sonpur o Sonepur fou un estat tributari protegit dels Estats tributaris d'Orissa. Va estar sota l'agència de l'Índia Central fins al 1905 quan va ser transferit a l'Agència dels Estats Orientals. Amb una superfície de 1.459 km², era al sud de Sambalpur als dos costats del Mahanadi entre Patna a l'oest i Rairakhol a l'est. La capital era a Sonpur (ciutat) a uns 87 km. El riu principal era el Mahanadi i altres l'Ong i el Suktel, afluent del Tel. La població el 1901 era de 169.877 habitants. L'única ciutat era Sonpur (població 8.887 habitants el 1901) i hi havia 899 pobles, sent el més important Binka. La població era oriya i parlava oriya. Gahres o ahirs, bramans, dumals, bhúlies i kewats eren les castes principals.
Tauletes de coure s'han trobat a la vora de la ciutat atribuïdes als rages guptes i gangues del Regne de Kalinga i demostren que Sonpur fou colonitzada pels hindús molt antigament; les ruïnes també acrediten que fou una població molt més important que modernament. Les primeres notícies certes són no obstant de 1556 quan la zona fou conquerida per Madhukar Sah, quart raja de Sambalpur, i va quedar sota el seu fill Madan Gopal, de la que els rages de Sonpur foren els descendents. La nissaga era de casta chauhan rajput i al segle XIX van obtenir el títol de raja bahadur pels serveis al britànics durant la revolta de Sambalpur. El 1891 va pujar al tron Pratap Rudra Singh Deo, també raja bahadur per mèrits d'administració però va morir el 1902 i el va succeir el seu fill Raja Bir Mitrodaya Singh Deo, de 28 anys. El govern britànic va nomenar un agent polític per les seves relacions amb l'estat.

## Llista de rages
- Raja Madan Gopal Singh Deo 1556-1606
- Raja Lal Saheb Deo 1606-1635
- Raja Purusottama Singh Deo 1635-1673
- Raja Raj Singh Deo 1673-1709
- Raja Achal Singh Deo 1709-1725
- Raja Divya Singh Deo 1725-1766
- Raja Jarwar Singh Deo 1766-1767
- Raja Sobha Singh Deo 1767-1781
- Raja Prithvi Singh Deo 1781-1841
- Rani Sri Laxmipriya (reina regent) 1800-1822
- Raja Niladhar Singh Deo Bahadur 1841-1891
- Rani Gundicha (reina regent) 1841-?
- Raja Pratap Rudra Singh 1891-1902
- Maharaja Shri Sir Bir Mitrodaya Singh Deo 1902-1937
- Maharaja Shri Sudhansu Shekhar Singh Deo 1937- 1953